# Markéta Hollandová
Markéta Hollandová (1385 – 31. prosince 1439) byla dcerou Tomáše Hollanda, 2. hraběte z Kentu, syna Jany z Kentu (vnučka Eduarda I., manželka černého prince Eduarda a matka Richarda II.). Markétinou matkou byla Alice FitzAlanová, dcera 10. hraběte z Arundelu Richarda FitzAlana a Eleonory z Lancasteru.
Markéta se provdala za Jana Beauforta, 1. hraběte ze Somersetu, syna Jana z Gentu a Kateřiny Swynfordové. Měli spolu šest dětíː
- Jindřich Beaufort, 2. hrabě ze Somersetu
- Jan Beaufort, 1. vévoda ze Somersetu
- Tomáš Beaufort, hrabě z Perche
- Johana Beaufortová
- Edmund Beaufort (1. vévoda ze Somersetu)
- Markéta Beaufortová, hraběnka z Devonu

V roce 1399 jí byl udělen Podvazkový řád. Po Beaufortově smrti v roce 1410 (v londýnském Toweru) se provdala za jeho synovce Tomáše z Lancasteru, 1. vévodu z Clarence, syna krále Jindřicha IV. Děti spolu neměli. Zemřela 31. prosince 1439 v opatství St. Saviour v Bermondsey, Londýně, Anglii. Markéta a oba její manželé jsou společně pohřbeni v alabastrové hrobce v Canterburské katedrále.

## Potomstvo
Přes svého syna, 1. vévodu ze Somersetu, je Markéta předkyní tudorovských panovníků. Dcera Johana i syn Jan jsou také předky krále Jiřího I.
Markétina sestra Aliénor, hraběnka z March, je přímým předkem prvního prezidenta Spojených států amerických, George Washingtona.